# Erwin Kintop
Erwin Kintop (* 28. September 1995 in Pforzheim) ist ein deutscher Sänger und Musikshow-Teilnehmer. 2013 erreichte er den fünften Platz bei Deutschland sucht den Superstar und 2019 den zweiten Platz in der Musikshow The Voice of Germany.

## Leben und Karriere
Erwin Kintop wurde 1995 als dritter Sohn zweier Opernsänger in Pforzheim geboren und wuchs in Rastatt auf. Seine Eltern förderten sein musikalisches Talent frühzeitig. Im Jahre 2011 besuchte er die Realschule und trat der Schulband bei, in der er als Sänger und Gitarrist tätig war, bis er die Schule mit der Mittleren Reife abschloss. Daraufhin folgten die ersten Bühnenerfahrungen auf Hochzeiten, Stadtfesten und in Diskotheken.
Im Jahr 2013 nahm er an der 10. Staffel der Show Deutschland sucht den Superstar teil und erreichte den fünften Platz in den Live-Shows. Ab dem Sommer 2013 nahm er Gesangsunterricht bei der in Los Angeles lebenden amerikanischen Gesangs- und Performancelehrerin Lis Lewis. Im Oktober 2013 veröffentlichte er seine erste Single mit dem Namen You’re My Number One. Einige Auftritte machte Kintop zwischen 2013 und 2014, die ihn u. a. nach Österreich und Frankreich führten.
Ein Jahr später veröffentlichte Kintop die Single Tell Me Why. Gemeinsam mit Ricky King, Pete Tex, Jürgen Hörig und anderen internationalen Künstlern stand er am 8. Mai 2016 anlässlich eines Benefizkonzerts für „Junge Flüchtlinge Rastatt e. V.“ auf der Bühne. Neben diesen Tätigkeiten schloss er eine Ausbildung als Fachkraft für Lagerlogistik ab.
Im Jahr 2019 nahm Kintop an der Musikshow The Voice of Germany teil und erreichte den zweiten Platz. Sein Coach war Rea Garvey, der ihn während der ganzen Show begleitete. Sie produzierten gemeinsam mit dem Produzenten Abaz die Single How Bout You, die es in der Schweiz in die Charts schaffte. Am 15. November 2019 platzierte sich der Song auf Platz sieben der iTunes-Charts.

## Fernsehauftritte
- 2013: mieten, kaufen, wohnen (VOX)
- 2013: Deutschland sucht den Superstar (RTL)
- 2019: Luke! Die Greatnightshow (Sat.1)
- 2019: The Voice of Germany (Sat.1, Pro 7)

## Diskografie
Singles
- 2013: You’re My Number One
- 2015: Tell Me Why
- 2019: How Bout You